# Ólafseyjar
Ólafseyjar är öar i republiken Island.   De ligger i regionen Västlandet, i den västra delen av landet, 140 km norr om huvudstaden Reykjavík.
Inlandsklimat råder i trakten. Årsmedeltemperaturen i trakten är −3 °C.